# Calan (Francia)
 Calan  (en bretón Kalann) es una población y comuna francesa, situada en la región de Bretaña, departamento de Morbihan, en el distrito de Lorient y cantón de Plouay.

## Demografía
| 606 | 453 | 410 | 487 | 636 | 719 |
| Para los censos de 1962 a 1999 la población legal corresponde a la población sin duplicidades (Fuente: INSEE [Consultar]) |     |     |     |     |     |